# Эндоскелет

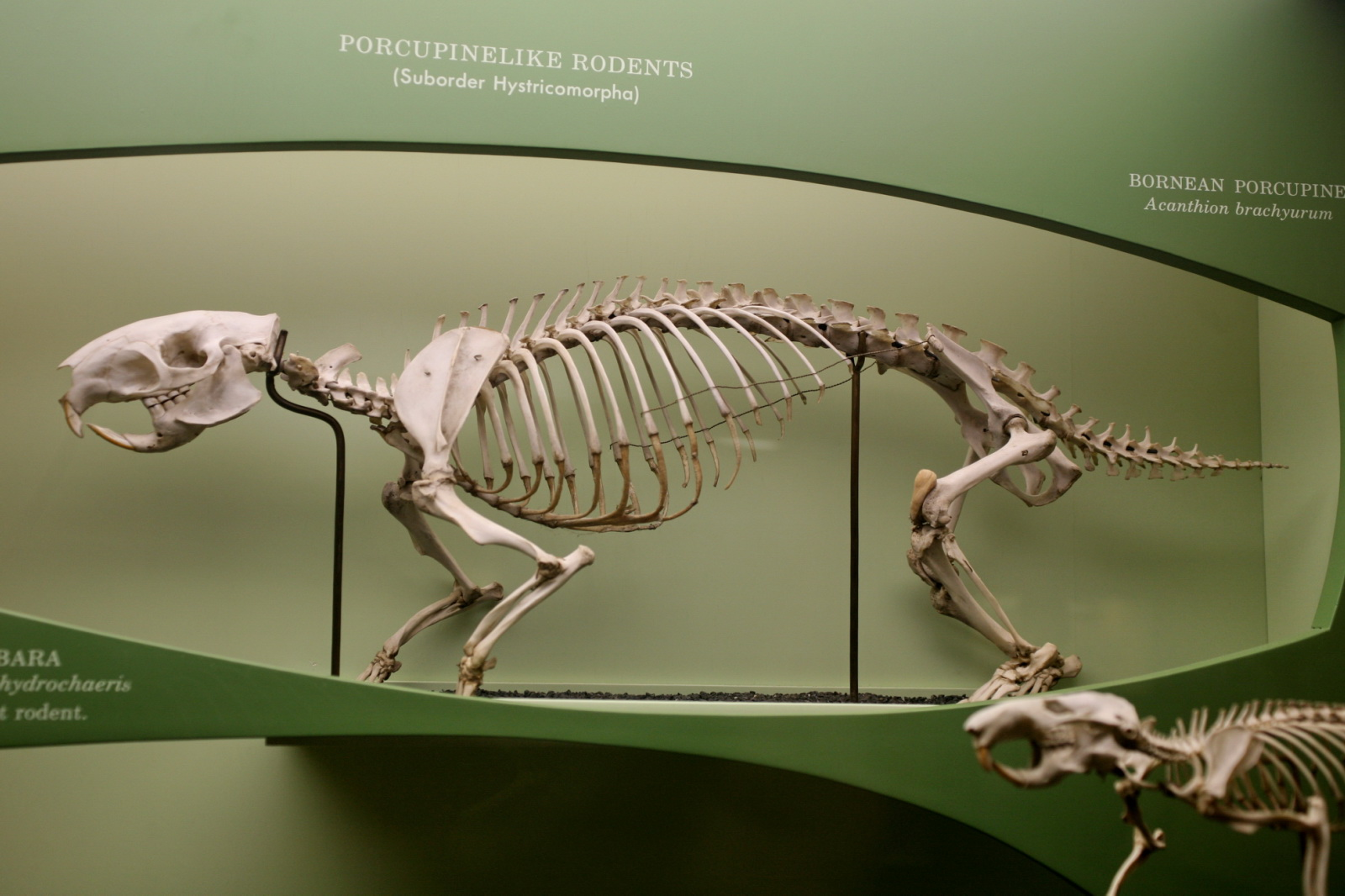
Борнейский дикобраз (Thecurus crassispinis)

Эндоскелет (от др.-греч. ἔνδον «внутри» + σκελετός «скелет») — механизм, обеспечивающий опору, движение, форму тела за счёт внутреннего каркаса.
Пример эндоскелета — костная система животных и человека. 
Также — внутренний скелет членистоногих, который образовывается за счет втягивания кожного покрова внутрь и служит для крепления мышц и поддержания внутренних органов. Состоит, как и внешний покров, из хитина и основной перепонки. Наиболее развит у скорпионов, раков, сольпуг.  

## Описание
Эндоскелет имеется у некоторых простейших (кремниевые структуры), головоногих моллюсков (внутренние раковины), позвоночных (костная и хрящевая ткани, у самых древних позвоночных - бесчелюстных и хрящевых рыб, скелет состоит только из хрящевой ткани). Эндоскелет начинает формироваться в эмбриональной стадии развития и может непрерывно расти вместе с телом животного. Главное отличие и преимущество эндоскелета от экзоскелета — он растет и меняется вместе со всем организмом в то время, как экзоскелет остается твердым, неизменным образованием, как, например, панцирь насекомого или раковина моллюска. В случае с экзоскелетом организму приходится либо оставаться неизменного размера, либо менять, сбрасывая, старый покров на новый. 
В эндоскелете членистоногих выделяют: 
- phragmata, или отростки верхней поверхности, направленные вовнутрь тела;
- apophyses, или отростки нижней поверхности, направленные изнутри вверх;
- apodemata, или боковые отростки, направленные вовнутрь тела.

## Эндоскелет в фантастике
Пример эндоскелета — металлический каркас терминаторов серий Т-800 и T-850 из одноимённой серии фильмов, несущий на себе внешний  органический покров робота. Эндоскелет также часто является опорой для движения аниматроников. Также есть в некоторых играх, например: Five Nights at Freddy's , Fallout и т.д.